# 人生の正解TV〜これがテッパン!〜
『人生の正解TV〜これがテッパン!〜』（じんせいのせいかいティーヴィー〜これがテッパン!〜）とは、フジテレビ系列で2013年5月3日から9月13日まで、毎週金曜日 19:57 - 20:54（JST）に放送されていたクイズ形式のバラエティ番組である。全16回。初回は19:00 - 20:54に2時間スペシャルを放送（ただし、一部地域は19:57からの放送になる）。

## 概要
「身近に迫る危険」や「自らに降りかかる問題」など、人生の中で「究極の選択」を迫られたときの対処法・解決策をクイズ形式で出題。検証実験などで芸能人が体を張り、番組独自の正解を導き出す番組である。
2012年1月4日の深夜に1時間のパイロット版を放送（番組名は『ホントにそれでイイの?!』）、2013年2月2日の昼に関東ローカルで2時間のパイロット版を放送。
2013年10月から、当番組放送時間帯に『将太の寿司』以来17年ぶりにドラマ枠（ただし、枠名は当時にはなかった『金曜ドラマ』。）を新設することとなったため、当番組は同年9月をもって終了、最終回ではラスト、出演者による直後番組『金曜プレステージ 鬼刑事 米田耕作2〜黒いナースステーション〜』の告知が有ったのみで、番組自体のお別れのご挨拶などの告知は無かった。

### ルール
- 最初にVTRでシミュレーションされる問題を紹介。
- 出題形式は全て二択から五択までの選択問題で、制限時間5秒以内に答えなければならない。
- 正解だった場合はテッパンポイントが入り（1問につき1ポイント、最終問題は2ポイント）、このポイント数によって優勝を争う。
- 不正解の場合は「Noテッパン」となり、ペナルティとして解答者の目の前から大量の炭酸ガスが発せられる。

## 出演者

### MC
- 真矢みき
- 雨上がり決死隊（宮迫博之・蛍原徹）

### 進行
- 高橋真麻

### 過去の出演者
司会
- 有吉弘行（特番第1回、2012年1月4日）
- 伊藤利尋（特番第2回、2013年2月2日）

解答者
- ウド鈴木（第1回）
- 平愛梨（第1回）
- 鈴木奈々（第1回）
- 高橋茂雄（サバンナ、第1・2回）
- 中尾彬（第2回）
- ローラ（第2回）
- YOU（第2回）
- 吉村崇（平成ノブシコブシ、第2回）

## クイズ内容
| 回                 | 放送日  | 問題                                                                    | 検証芸能人 |
| ------------------ | ------- | ----------------------------------------------------------------------- | --- |
| パイロット版 第1回 | 1月4日  | 車が水没！何で窓を割る？                                                | スリムクラブ                                                                                                  |
| パイロット版 第1回 | 1月4日  | 天ぷら火災！何で火を消す？                                              | |
| パイロット版 第1回 | 1月4日  | スッポンに噛まれた！どうする？                                          | 出川哲朗 |
| パイロット版 第1回 | 1月4日  | 雪山で遭難！口にすると助かるものは？                                    | カラテカ |
| パイロット版 第1回 | 1月4日  | カミナリ発生！どこに逃げる？                                            | 出川哲朗 |
| パイロット版 第1回 | 1月4日  | スズメバチに遭遇！どうする？                                            | KABA.ちゃん                                                                                                   |
| パイロット版 第2回 | 2月2日  | 踏切で車が止まった!どうすれば早く動かせる?                              | オードリー |
| パイロット版 第2回 | 2月2日  | 家が竜巻に襲われた!どこに逃げれば助かる?                                | 武井壮 |
| パイロット版 第2回 | 2月2日  | 服が燃えた時!早く消火できるのは?                                        | 千鳥 |
| パイロット版 第2回 | 2月2日  | 水に落ちた時!何を使えば浮く?                                            | フルーツポンチ                                                                                                |
| パイロット版 第2回 | 2月2日  | 山で遭難した時!どうすれば助かる?                                        | NON STYLE、バイきんぐ                                                                                         |
| パイロット版 第2回 | 2月2日  | 山で野宿!寒さをしのぐには?                                              | NON STYLE、バイきんぐ                                                                                         |
| パイロット版 第2回 | 2月2日  | 電車が急ブレーキ!安全なのは?                                            | 春日俊彰（オードリー）                                                                                        |
| 第1回              | 5月3日  | 竜巻に襲われたらどこに逃げれば助かる？                                  | クリス松村 |
| 第1回              | 5月3日  | イノシシに襲われたらどうすれば助かる？                                  | 鈴木Q太郎（ハイキングウォーキング）                                                                           |
| 第1回              | 5月3日  | 天ぷら火災を早く消火できるのは？                                        | 金子貴俊、西村美保                                                                                            |
| 第1回              | 5月3日  | 地震で離れ離れになった時 出会えるのは？                                 | バイきんぐ、ハマカーン                                                                                        |
| 第1回              | 5月3日  | 木村藤子のキセキ相談                                                    | 矢田亜希子、木村藤子                                                                                          |
| 第2回              | 5月10日 | ひったくりに遭った際 犯人をしっかり記憶する方法とは？                   | |
| 第2回              | 5月10日 | 代引き詐欺をたくらむニセの宅配業者を見破る最も有効な方法はどれ？        | |
| 第3回              | 5月17日 | より長生きにつながる行動はどっち？                                      | 広海・深海、道端アンジェリカ                                                                                  |
| 第3回              | 5月17日 | 3人のアラ50芸能人の中で1番若さを保っているのは？                        | 新田恵利、大桃美代子、いとうまい子                                                                            |
| 第3回              | 5月17日 | 紫外線対策により効果的なのはどっち？                                    | 友利新、黒田愛美、奈津子、亜希子                                                                              |
| 第4回              | 5月24日 | 激流！川で溺れた人を助ける方法は？                                      | 千鳥 |
| 第4回              | 5月24日 | 高速道路が渋滞している時 一番早く進める車線は？                         | はんにゃ、しずる、デニス                                                                                      |
| 第4回              | 5月24日 | 突然の睡魔から目を覚ます方法は？                                        | はんにゃ |
| 第4回              | 5月24日 | 震度7から大切なものを守れる耐震対策法とは？                             | 花田虎上、槙原寛己                                                                                            |
| 第4回              | 5月24日 | 震度7の地震から勝負服を守ることができる耐震グッズは？                   | 花田虎上、槙原寛己                                                                                            |
| 第5回              | 5月31日 | 1ヶ月で1番痩せるのは？                                                  | 藤田弓子、畑中葉子、デヴィ夫人 小山圭介、和田清香、GETTAMAN                                                   |
| 第5回              | 5月31日 | 双子で実験 身近なダイエットあるある痩せるのはどっち？                   | ザ・たっち |
| 第6回              | 6月7日  | 木村藤子のキセキ相談                                                    | 高橋真麻、木村藤子                                                                                            |
| 第6回              | 6月7日  | 田中好子・人生最期の選択 死の直前の伝言が遺した力                       | |
| 第7回              | 6月14日 | 家に潜む危険対策SP                                                      | 真矢みき、有村昆、キンタロー。、マイケル富岡、ハイキングウォーキング アグネス・チャン、クリス松村、渡辺美奈代 |
| 第8回              | 6月21日 | 宮迫のがん手術映像 初公開！                                             | 宮迫博之 |
| 第8回              | 6月21日 | 病気の予兆は？                                                          | 大神いずみ、島田洋七、山村紅葉 花田虎上 、奈美悦子、内藤大助                                                  |
| 第9回              | 7月5日  | 竜巻が襲ってきたらコンビニで助かる可能性が高いのはどこ？                | 道端アンジェリカ                                                                                              |
| 第9回              | 7月5日  | クマに遭遇した時の対処法                                                | 鈴木Q太郎（ハイキングウォーキング）                                                                           |
| 第9回              | 7月5日  | 肌に塗ると蚊に刺されにくくなる身近なものは？                            | 尾形貴弘（パンサー）                                                                                          |
| 第9回              | 7月5日  | 建物火災が発生した時にベランダから下に降りるには何を使えば良い？        | ハマカーン |
| 第9回              | 7月5日  | 洪水から身を守る方法                                                    | |
| 第9回              | 7月5日  | サメに遭遇した時の対処法                                                | デニス |
| 第9回              | 7月5日  | 遭難時、陸に生還できる方法                                              | ウーマンラッシュアワー、バイきんぐ                                                                            |
| 第9回              | 7月5日  | 熱中症になった時の対処法                                                | やしろ優 |
| 第9回              | 7月5日  | わき汗＆日焼けの最新解決法                                              | 川村エミコ（たんぽぽ）                                                                                        |
| 第10回             | 7月12日 | 海外旅行で盗難に遭わないためにスペシャル 芸能人にガチ仕掛け！対策法は？ | IMALU、misono、多田健二（COWCOW) 遠野なぎこ、大桃美代子、友利新 蛭子能収                                      |
| 第11回             | 7月26日 | キングコング梶原親子がスパルタお受験教室へ進学！                        | 梶原雄太（キングコング）                                                                                      |
| 第11回             | 7月26日 | 横峯式 天才脳の作り方                                                   | 横峯吉文 |
| 第11回             | 7月26日 | 五輪選手を育てる 池谷幸雄のスパルタ体操教室                             | 池谷幸雄、新山千春                                                                                            |
| 第11回             | 7月26日 | 賞金女王を育てたゴルフ塾                                                | |
| 第12回             | 8月9日  | 女性芸能人に仕掛けて徹底検証 キンタロー。はひっかかるのか？             | 木本武宏（TKO)、キンタロー。、梅小鉢                                                                          |
| 第12回             | 8月9日  | 空き巣が見つけられない大切な物の隠し場所は？                            | 鈴木Q太郎（ハイキングウォーキング）、沢田亜矢子                                                               |
| 第12回             | 8月9日  | ネットショップで買ったサイズの合わない下着はクーリング・オフできる？    | |
| 第13回             | 8月16日 | 大原麗子孤独死の真実                                                    | 真矢みき、上地一美、多岐川華子、秋野暢子                                                                      |
| 第14回             | 8月23日 | 最新ウエストダイエット対決                                              | バービー、岩見真利（チキチキジョニー）、竹田純 山田花子、エド・はるみ、藤下美奈子                             |
| 第14回             | 8月23日 | 大久保佳代子の悩み緊急鑑定！ 私…結婚できますか？                        | 上地一美、大久保佳代子（オアシズ）                                                                            |
| 第15回             | 9月6日  | 独占密着！岩城滉一 宇宙への挑戦                                         | 岩城滉一、高橋真麻、EXILE TAKAHIRO                                                                            |
| 第16回             | 9月13日 | 木村藤子のキセキ相談 逸見政孝 死後20年 今 明かされる真実                | 逸見太郎、木村藤子                                                                                            |

## ネット局と放送時間

### レギュラー放送
| 放送対象地域   | 放送局                   | 系列                          | 放送時間           | 遅れ       |
| -------------- | ------------------------ | ----------------------------- | ------------------ | ---------- |
| 関東広域圏     | フジテレビ (CX)          | フジテレビ系列                | 金曜 19:57 - 20:54 | 制作局     |
| 北海道         | 北海道文化放送 (UHB)     | フジテレビ系列                | 金曜 19:57 - 20:54 | 同時ネット |
| 岩手県         | 岩手めんこいテレビ (mit) | フジテレビ系列                | 金曜 19:57 - 20:54 | 同時ネット |
| 宮城県         | 仙台放送 (OX)            | フジテレビ系列                | 金曜 19:57 - 20:54 | 同時ネット |
| 秋田県         | 秋田テレビ (AKT)         | フジテレビ系列                | 金曜 19:57 - 20:54 | 同時ネット |
| 山形県         | さくらんぼテレビ (SAY)   | フジテレビ系列                | 金曜 19:57 - 20:54 | 同時ネット |
| 福島県         | 福島テレビ (FTV)         | フジテレビ系列                | 金曜 19:57 - 20:54 | 同時ネット |
| 新潟県         | 新潟総合テレビ (NST)     | フジテレビ系列                | 金曜 19:57 - 20:54 | 同時ネット |
| 長野県         | 長野放送 (NBS)           | フジテレビ系列                | 金曜 19:57 - 20:54 | 同時ネット |
| 静岡県         | テレビ静岡 (SUT)         | フジテレビ系列                | 金曜 19:57 - 20:54 | 同時ネット |
| 富山県         | 富山テレビ (BBT)         | フジテレビ系列                | 金曜 19:57 - 20:54 | 同時ネット |
| 石川県         | 石川テレビ (ITC)         | フジテレビ系列                | 金曜 19:57 - 20:54 | 同時ネット |
| 福井県         | 福井テレビ (FTB)         | フジテレビ系列                | 金曜 19:57 - 20:54 | 同時ネット |
| 中京広域圏     | 東海テレビ (THK)         | フジテレビ系列                | 金曜 19:57 - 20:54 | 同時ネット |
| 近畿広域圏     | 関西テレビ (KTV)         | フジテレビ系列                | 金曜 19:57 - 20:54 | 同時ネット |
| 島根県・鳥取県 | 山陰中央テレビ (TSK)     | フジテレビ系列                | 金曜 19:57 - 20:54 | 同時ネット |
| 岡山県・香川県 | 岡山放送 (OHK)           | フジテレビ系列                | 金曜 19:57 - 20:54 | 同時ネット |
| 広島県         | テレビ新広島 (TSS)       | フジテレビ系列                | 金曜 19:57 - 20:54 | 同時ネット |
| 愛媛県         | テレビ愛媛 (EBC)         | フジテレビ系列                | 金曜 19:57 - 20:54 | 同時ネット |
| 高知県         | 高知さんさんテレビ (KSS) | フジテレビ系列                | 金曜 19:57 - 20:54 | 同時ネット |
| 福岡県         | テレビ西日本 (TNC)       | フジテレビ系列                | 金曜 19:57 - 20:54 | 同時ネット |
| 佐賀県         | サガテレビ (STS)         | フジテレビ系列                | 金曜 19:57 - 20:54 | 同時ネット |
| 長崎県         | テレビ長崎 (KTN)         | フジテレビ系列                | 金曜 19:57 - 20:54 | 同時ネット |
| 熊本県         | テレビくまもと (TKU)     | フジテレビ系列                | 金曜 19:57 - 20:54 | 同時ネット |
| 大分県         | テレビ大分 (TOS)         | フジテレビ系列 日本テレビ系列 | 金曜 19:57 - 20:54 | 同時ネット |
| 鹿児島県       | 鹿児島テレビ (KTS)       | フジテレビ系列                | 金曜 19:57 - 20:54 | 同時ネット |
| 沖縄県         | 沖縄テレビ (OTV)         | フジテレビ系列                | 金曜 19:57 - 20:54 | 同時ネット |

- 青森放送（RAB･青森県）日本テレビ系列・木曜（水曜深夜） 0:53 - 1:48（番組表でのタイトルは『水曜ミッドナイト』）
- テレビ山口（tys･山口県）TBS系列・木曜 23:58 - 翌0:58

### パイロット版
第1回『ホントにそれでイイの?!』
| 放送対象地域   | 放送局                   | 系列           | 放送日時                     | 遅れ       |
| -------------- | ------------------------ | -------------- | ---------------------------- | ---------- |
| 関東広域圏     | フジテレビ (CX)          | フジテレビ系列 | 2012年1月4日 23:30 - 翌0:30  | 制作局     |
| 北海道         | 北海道文化放送 (UHB)     | フジテレビ系列 | 2012年1月4日 23:30 - 翌0:30  | 同時ネット |
| 岩手県         | 岩手めんこいテレビ (mit) | フジテレビ系列 | 2012年1月4日 23:30 - 翌0:30  | 同時ネット |
| 宮城県         | 仙台放送 (OX)            | フジテレビ系列 | 2012年1月4日 23:30 - 翌0:30  | 同時ネット |
| 秋田県         | 秋田テレビ (AKT)         | フジテレビ系列 | 2012年1月4日 23:30 - 翌0:30  | 同時ネット |
| 山形県         | さくらんぼテレビ (SAY)   | フジテレビ系列 | 2012年1月4日 23:30 - 翌0:30  | 同時ネット |
| 福島県         | 福島テレビ (FTV)         | フジテレビ系列 | 2012年1月4日 23:30 - 翌0:30  | 同時ネット |
| 新潟県         | 新潟総合テレビ (NST)     | フジテレビ系列 | 2012年1月4日 23:30 - 翌0:30  | 同時ネット |
| 長野県         | 長野放送 (NBS)           | フジテレビ系列 | 2012年1月4日 23:30 - 翌0:30  | 同時ネット |
| 静岡県         | テレビ静岡 (SUT)         | フジテレビ系列 | 2012年1月4日 23:30 - 翌0:30  | 同時ネット |
| 富山県         | 富山テレビ (BBT)         | フジテレビ系列 | 2012年1月4日 23:30 - 翌0:30  | 同時ネット |
| 石川県         | 石川テレビ (ITC)         | フジテレビ系列 | 2012年1月4日 23:30 - 翌0:30  | 同時ネット |
| 福井県         | 福井テレビ (FTB)         | フジテレビ系列 | 2012年1月4日 23:30 - 翌0:30  | 同時ネット |
| 中京広域圏     | 東海テレビ (THK)         | フジテレビ系列 | 2012年1月4日 23:30 - 翌0:30  | 同時ネット |
| 近畿広域圏     | 関西テレビ (KTV)         | フジテレビ系列 | 2012年1月4日 23:30 - 翌0:30  | 同時ネット |
| 島根県・鳥取県 | 山陰中央テレビ (TSK)     | フジテレビ系列 | 2012年1月4日 23:30 - 翌0:30  | 同時ネット |
| 岡山県・香川県 | 岡山放送 (OHK)           | フジテレビ系列 | 2012年1月4日 23:30 - 翌0:30  | 同時ネット |
| 広島県         | テレビ新広島 (TSS)       | フジテレビ系列 | 2012年1月4日 23:30 - 翌0:30  | 同時ネット |
| 愛媛県         | テレビ愛媛 (EBC)         | フジテレビ系列 | 2012年1月4日 23:30 - 翌0:30  | 同時ネット |
| 高知県         | 高知さんさんテレビ (KSS) | フジテレビ系列 | 2012年1月4日 23:30 - 翌0:30  | 同時ネット |
| 福岡県         | テレビ西日本 (TNC)       | フジテレビ系列 | 2012年1月4日 23:30 - 翌0:30  | 同時ネット |
| 佐賀県         | サガテレビ (STS)         | フジテレビ系列 | 2012年1月4日 23:30 - 翌0:30  | 同時ネット |
| 長崎県         | テレビ長崎 (KTN)         | フジテレビ系列 | 2012年1月4日 23:30 - 翌0:30  | 同時ネット |
| 熊本県         | テレビくまもと (TKU)     | フジテレビ系列 | 2012年1月4日 23:30 - 翌0:30  | 同時ネット |
| 鹿児島県       | 鹿児島テレビ (KTS)       | フジテレビ系列 | 2012年1月4日 23:30 - 翌0:30  | 同時ネット |
| 沖縄県         | 沖縄テレビ (OTV)         | フジテレビ系列 | 2012年1月4日 23:30 - 翌0:30  | 同時ネット |
| 青森県         | 青森テレビ (ATV)         | TBS系列        | 2012年3月14日 23:50 - 翌0:50 | 70日遅れ   |
| 山口県         | テレビ山口 (tys)         | TBS系列        | 2014年1月3日 14:54 - 15:54   | 約2年遅れ  |

第2回
| 放送対象地域   | 放送局                 | 系列           | 放送日時                    | 遅れ     |
| -------------- | ---------------------- | -------------- | --------------------------- | -------- |
| 関東広域圏     | フジテレビ (CX)        | フジテレビ系列 | 2013年2月2日 13:30 - 15:30  | 制作局   |
| 静岡県         | テレビ静岡 (SUT)       | フジテレビ系列 | 2013年3月2日 13:00 - 15:00  | 28日遅れ |
| 福井県         | 福井テレビ (FTB)       | フジテレビ系列 | 2013年3月23日 13:00 - 15:00 | 49日遅れ |
| 山形県         | さくらんぼテレビ (SAY) | フジテレビ系列 | 2013年4月6日 13:00 - 15:00  | 63日遅れ |
| 島根県・鳥取県 | 山陰中央テレビ (TSK)   | フジテレビ系列 | 2013年4月7日 13:00 - 15:00  | 64日遅れ |
| 長野県         | 長野放送 (NBS)         | フジテレビ系列 | 2013年4月13日 14:00 - 16:00 | 70日遅れ |
| 広島県         | テレビ新広島 (TSS)     | フジテレビ系列 | 2013年4月14日 12:00 - 14:00 | 71日遅れ |
| 岡山県・香川県 | 岡山放送 (OHK)         | フジテレビ系列 | 2013年4月27日 13:00 - 14:55 | 84日遅れ |
| 沖縄県         | 沖縄テレビ (OTV)       | フジテレビ系列 | 2013年4月28日 12:00 - 14:00 | 85日遅れ |
| 近畿広域圏     | 関西テレビ (KTV)       | フジテレビ系列 | 2013年4月29日 1:23 - 3:35   | 85日遅れ |

## スタッフ
- 編成企画：情野誠人（フジテレビ）
- 構成：金森直哉、興津豪乃、石坂伸太郎、本松エリ
- TP：深谷高史
- SW：岩田一己
- CAM：吉川和彦
- VE：原啓教
- MIX：加瀬悦史
- 照明：樽橋秀満
- TK：槙加奈子（TBG）
- 音響効果：吉田比呂樹（M-TANK）
- メイク：ビューマックス
- 美術プロデューサー：森健彦
- デザイン：坪田幸之
- 美術進行：安楽信行
- 大道具製作：福田智広
- 大道具操作：桜井和則
- アクリル装飾：石橋誉礼
- 電飾：白鳥雄一
- 特殊装置：青木紀和
- 生花装飾：藤原佐知子
- 技術協力：ニューテレス
- 美術協力：フジアール
- 編集：花城卓恭（ヌーベルバーグ）、田村義景（スカイアンドロード）
- MA：安河内隆文（ヌーベルバーグ）
- ノンリニア編集：松本健作（Junesep）、関原忍（ヌーベルバーグ）
- オフライン編集：森岡早苗
- CGディレクター：三塚篤（フジテレビ）
- CGデザイナー：千代祥子（フジテレビ）
- CGプロデューサー：久保田幸
- CG：イアリンジャパン、PDIC、森三平、ドラゴンプーピクチャーズ、PDトウキョウ
- ロケ技術：ヴイ・ビジョンスタジオ、トライビジョン、MABU、プラス02、ディープ、Zeta、ビジュアルコミュニケーションズ
- リサーチ：ジーワン、スコープ
- 宣伝：服部佐知子（フジテレビ）
- 広報：渡邉朱織・鈴木はるか（フジテレビ）
- キャスティング：鈴木美江子、竹内承
- FD：濱野英典、小池拓也
- AD：池田丈明、山本真理、中村光佐、佐々木健至
- AP：田沢幸治、尾下滋夫、内田安妃子
- ディレクター：松藤豪、菅慶彦、三浦信一、齋藤裕弘、齋藤裕二、大楽和也、
- プロデューサー：芦谷譲、柄雄彦、関原奈津子、鈴木美江子、竹内承
- 演出：渡邊宏
- 制作協力：ドリマックス、Project DAWN、タノシナル
- 制作：フジテレビ
- 制作著作：duece